# مارك لوند
مارك لوند (بالإنجليزية: Mark Lund)‏ هو كاتب ومنتج أفلام أمريكي، ولد في 6 يونيو 1965 في هولدين في الولايات المتحدة.

## وصلات خارجية
- مارك لوند على موقع IMDb (الإنجليزية)
- مارك لوند على موقع قاعدة بيانات الفيلم (الإنجليزية)